# فرودگاه فورت سینت جان/۵۴ مایلی تامپکینز
فرودگاه فورت سینت جان/۵۴ مایلی تامپکینز (به انگلیسی: Fort St. John/Tompkins Mile 54 Airport) یک فرودگاه متروک aerodrome است. این فرودگاه در کشور کانادا قرار دارد و در ارتفاع ۸۱۷ متری از سطح دریا واقع شده‌است.